# 大栗崇司
大栗 崇司（おおくり たかし、1983年〈昭和58年〉3月31日 - ）は、日本の実業家。東京都出身。日本理化工業所代表取締役社長。SHINAGAWA CITY BASKETBALL CLUB（旧：東京サンレーヴス）および栃木シティ代表、しながわシティ
代表理事。

## 経歴
父は日本理化工業所社長だった大栗邦義。母は新潟県出身で、自身も10代の頃からアルビレックス新潟に親しんだ。また米国への留学中にスポーツビジネスを目の当たりにし、プロスポーツ経営へ憧れを抱いた。オハイオ州立大学への留学から帰国したばかりの2007年に父が急逝し、1年半後に副社長、2012年に社長に就任した。
2017年11月5日に行われた第19回日本フットボールリーグ (JFL) セカンドステージ第14節・ソニー仙台FC対栃木ウーヴァFC（現：栃木シティFC）で、この試合にJFL残留のかかっていた栃木ウーヴァFCが気持ちの入ったプレーを見せながらも0-7で敗戦したのを見て、日本理化工業所の工場のある壬生町を活動地域としていた同クラブの支援を決意し、12月に運営会社の代表取締役社長に就任。翌2018年シーズンより選手全員とプロ契約を結ぶ形態に移行し、次いで練習場やホームスタジアムの建設に乗り出した。2019年の取材では、1週間のうち4日を本業、3日をサッカーに費やしており、多忙であることが報じられている。
クラブは2024年からJFLに復帰し、1年目の第26回日本フットボールリーグを優勝、J3リーグへの参入を決めた。優勝決定戦となった11月17日の第29節・アトレチコ鈴鹿クラブ戦のあと、大栗は選手たちの胴上げを最初に受けた。